# Miguel Noguer
Miguel Noguer Castellvi (Barcelona, 31 de dezembro de 1956) é um velejador espanhol, campeão olímpico. Ele competiu nos Jogos Olímpicos de Verão de 1980 na classe Flying Dutchman e conquistou a medalha de ouro, ao lado de Alejandro Abascal.
Quatro anos depois terminou a regata olímpica de Seul junto com Luis Doreste na décima terceira colocação. No Campeonato Mundial, Noguer e Abascal conquistaram a medalha de bronze em Hayling Island em 1978 e a medalha de prata em Kiel no ano seguinte.